# بتلگراند (آلاباما)
بتلگراند (به انگلیسی: Battleground) یک منطقهٔ مسکونی در ایالات متحده آمریکا است که در شهرستان کلمن، آلاباما واقع شده‌است. بتلگراند ۳۲۸٫۸۸ متر بالاتر از سطح دریا واقع شده‌است.